# Cristeremaeus humeratus
Cristeremaeus humeratus är en kvalsterart som beskrevs av Balogh och Csiszár 1963. Cristeremaeus humeratus ingår i släktet Cristeremaeus och familjen Caleremaeidae. Inga underarter finns listade i Catalogue of Life.